# Сомов, Дмитрий Васильевич
Родился 12 июня 1946 года в Московской области г. Красногорск. В 1964 году окончил Красногорскую школу № 1 и Красногорскую музыкальную школу по классу скрипки. В 1967 году с отличием окончил Рязанское военное училище связи. Проходил службу в должностях : командир взвода, начальник смены передающего радиоцентра МО ПВО, секретарь комсомольской организации ЦСКА, старший инструктор по комсомольской работе политотдела частей и учреждений центрального подчинения МО СССР, заместитель командира мотострелкового батальона по политической части в ГСВГ, заместитель командира мотострелкового полка по политической части в ГСВГ, заместитель начальника политотдела мотострелковой дивизии в ТУРКВО (исполнял обязанности начальника политотдела), старший инструктор по организационно-партийной работе политотдела частей и учреждений центрального подчинения МО СССР, начальник курса общевойскового факультета Военно-политической академии им. В. И. Ленина, заместитель начальника Военно-дирижерского факультета при Московской государственной консерватории им. П. И. Чайковского, с 1993 г. по 2002 год начальник Академического дважды Краснознаменного, ордена Красной Звезды ансамбля песни и пляски Российской Армии им. А. В. Александрова.
В 1977 году окончил Военно-политическую академию им. В. И. Ленина по специальности военный педагог.
Прослужил в Вооруженных Силах СССР и РФ 38 лет.
C сентября 1993 г. по ноябрь 2002 г. был начальником Ансамбля песни и пляски им. А. В. Александрова.
В трудные для страны и Вооруженных Сил 90-е годы сумел сохранить творческие силы и мировую славу ансамбля им. Александрова. Решил вопрос о получении, впервые за 70 лет, здания в собственность ансамбля, много сделал для совершенствования материально-технической базы, введены в штат и получены 6 единиц автотранспорта, телефонизировано здание. Ансамблю было выделено служебное жилье. Балет поставлен на медицинское обслуживание в ЦСКА, 16 человек получили квартиры от Министерства обороны.
Полковник Сомов Д. В. лично возглавил первую концертную бригаду в составе 8 человек в Чечню. 
Полковник Сомов Д. В. в 1980 году выполнял интернациональный долг в Демократической республике Афганистан. Дважды участвовал в контртеррористической операции в Чечне в 1995 г. и в 2000 г. Имеет удостоверение Ветеран боевых действий. В 2001 году выполнял спецзадание в Косово и был награждён медалью ООН.
Будучи командиром роты парадного расчета академии им. В. И. Ленина, прошел 12 парадов по Красной площади.
За время службы награждён орденом Красной Звезды, медалью ордена «За заслуги перед отечеством» 2 степени, медалью «За отличие в воинской службе», медалями «100 лет Жукову Г. К.», «За укрепление боевого содружества», «За заслуги в культуре и искусстве», Знаком Министерства обороны РФ «За заслуги», медалью ООН «За укрепление мира», 21 медалью СССР и РФ, орденом «Дружбы» Корейской Народно-демократической Республики и 8 медалями иностранных государств.
Имеет почетное творческое звание «Заслуженный работник культуры РФ». Награждён Благодарностью Президента Российской Федерации Путина В. В., ценными подарками и грамотами Министров обороны и Начальников Генерального штаба Грачева П. С., Сергеева И. Д., Родионова Ю. Н., Иванова С. Б., Квашнина А. В.